# Ardbeg
Ardbeg est une distillerie de whisky située à l’île d'Islay, sur la côte ouest de l’Écosse. C'est une des trois distilleries en fonctionnement de la côte sud d’Islay avec Lagavulin et Laphroaig.

## Histoire

### Origine
À la fin du XVIIIe siècle, la quasi-totalité de l’île d'Islay appartenait à la famille Campbell of Shawfield. La distillation à Ardbeg remonte à 1798. La famille MacDougall, récemment installée dans une ferme, y construisit un outillage rudimentaire. En 1815, les MacDougall obtinrent une licence de distillation. En 1835, la distillerie avait pris des dimensions plus importantes et produisait environ 2 300 litres par semaine.
La distribution hors de l'île était assurée par Thomas Buchanan, un négociant de Glasgow, qui devint propriétaire d'Ardbeg en 1837.

### Développement

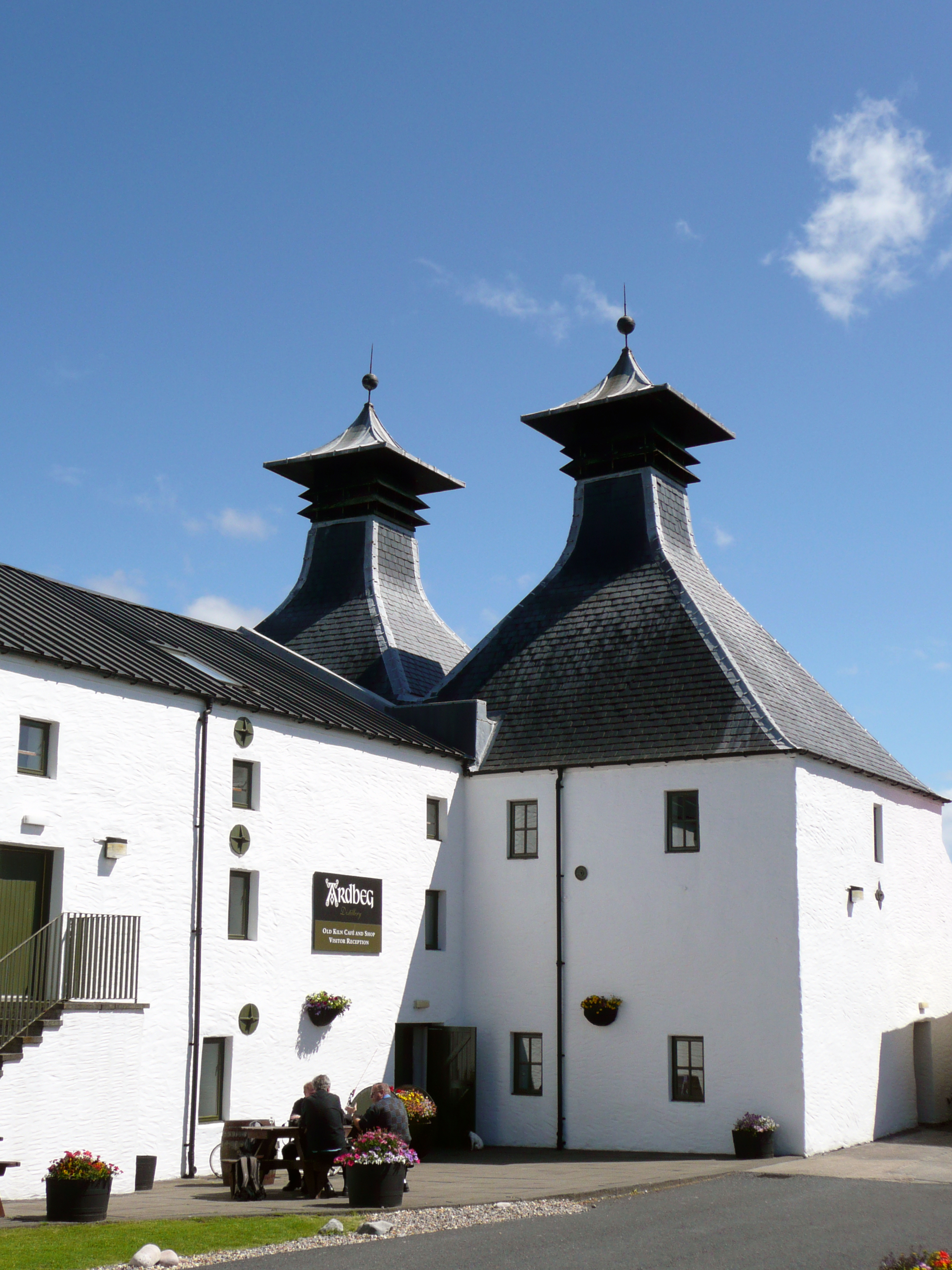

En 1840, Colin Hay fut associé à la gestion de l'entreprise, puis en prit le commandement. En 1847, la famille Campbell connut à son tour d'insurmontables difficultés financières et le sud de l'île (Kildalton) changea de mains pour finir dans celles de l'homme d'affaires John Ramsay. Ce dernier, très impliqué dans le monde du whisky et bien que propriétaire de la distillerie de Port Ellen, entretint des contacts fructueux avec ses concurrents et locataires d'Ardbeg. Dès 1855, Ardbeg devint la plus grosse productrice de l’île d’Islay et faisait vivre une communauté de 200 personnes. En 1885, la production (plus de 1,1 million de litres) était supérieure à celle d'aujourd'hui.
C'est seulement en 1922 que Colin Elliot Hay, après avoir racheté l'entreprise Buchanan, put enfin devenir propriétaire d'Ardbeg sous le nom d'Alexander MacDougall & Co Ltd.
À l'époque, la distillerie fabriquait son propre malt et le séchage se faisait entièrement à la tourbe, sans ventilateur, ce qui explique la présence très marquée de fumé dans le whisky.
La distillerie fut fermée durant les deux guerres mondiales ainsi qu'au cours de la crise économique au début des années 1930. La pénurie d'orge provoquée par le rationnement s'est prolongée jusqu'en 1950.

### Le temps des troubles
La société Alexander MacDougall & Co Ltd géra l'entreprise jusqu'à sa liquidation en 1959. Celle-ci passa alors sous le contrôle de l'Ardbeg Distillery Ltd. En 1973, elle fut acquise par Hiram Walker, puis cédée à Allied Breweries. Finalement, Ardbeg fut fermée le 25 mars 1981, et a pratiquement cessé toute production jusqu'en 1996.

### La renaissance
Depuis 1997, la distillerie appartient au groupe « Glenmorangie plc » (une entreprise contrôlée conjointement par LVMH et Diageo) et occupe une quinzaine de personnes. Depuis ce rachat, la distillerie est la plus florissante de l’île. Jusqu'en 2003, le repreneur avait consenti des investissements de plus de 3,5 millions de livres sterling en vue de rénover la distillerie.
En 2007, le dégustateur Jim Murray désigne la production « Ardbeg 10 Years Old » comme « 2008 World Whisky of the Year » (Whisky de l'année 2008). Ce qui contribue à attirer l'attention sur la distillerie. Selon Murray, « [...] Arbeg is - and always has been - the most complex malt on earth ».
En 2008, le même dégustateur accorde le même titre - « 2009 World Whisky of the Year » (Whisky de l'année 2009) - à la version « Uigeadail » d'Ardbeg.
En 2009, la nouvelle édition du « World Whisky Awards 2010 » de Jim Murray décerne les titres de « 2010 Second Finest Whisky in the World », « 2010 Scotch Whisky of the Year » à la version Ardbeg Supernova (qui affiche un taux de tourbe record de plus de 100 ppm) et « 2010 Single Malt of the Year » à la version Ardbeg Corryvreckan.
En 2013, la nouvelle édition du « World Whisky Awards 2012 » a décerné le titre de « 2012 Single Malt of the Year » à la version Ardbeg Galileo.

## Caractéristiques
Ardbeg produit un single malt parmi les plus tourbés et fumés des whiskies écossais, connu pour une forte teneur en phénol. La teneur typique de la production actuelle est 23 ou 24 ppm (celle de la production antérieure à 1997 d'environ 17 ppm). Une nouvelle mouture de la production maison, le single malt Blasda se caractérise par une teneur phénolique beaucoup plus réduite (8 ppm).

## Élaboration

### L'eau
L'eau utilisée dans la confection du whisky d'Ardbeg provient du Loch Uigeadail à 3 miles de la distillerie. Pour le personnel d'Ardbeg, le fait que l'eau traverse des terrains tourbés est tenu pour négligeable,,.

### Maltage

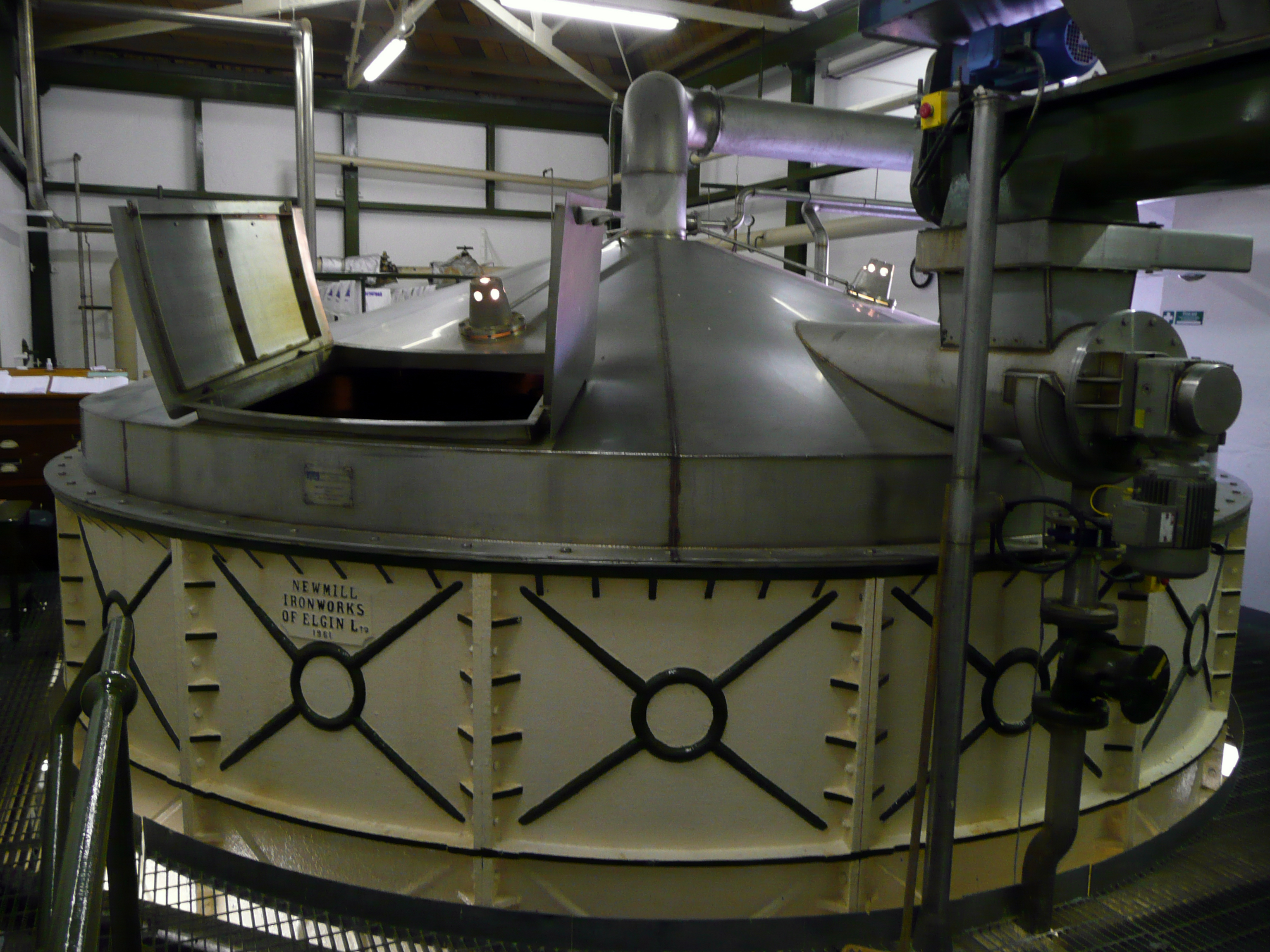
Cuve-matière ou mash tun utilisée pour le brassage.

Le malt utilisé à Ardbeg provient de la malterie voisine de Port Ellen. Largement automatisé, le maltage est désormais industrialisé (comme dans la quasi-totalité des malteries écossaises), ce qui permet un contrôle très précis du processus (régularité de la production et respect du cahier des charges). C'est au moment du séchage que la teneur en phénol est augmentée jusqu'à la valeur moyenne de 54 ppm.
À l'époque où Ardbeg préparait elle-même son propre malt, des teneurs encore plus élevées étaient atteintes : 80 ou même 90 ppm.

### Distillation

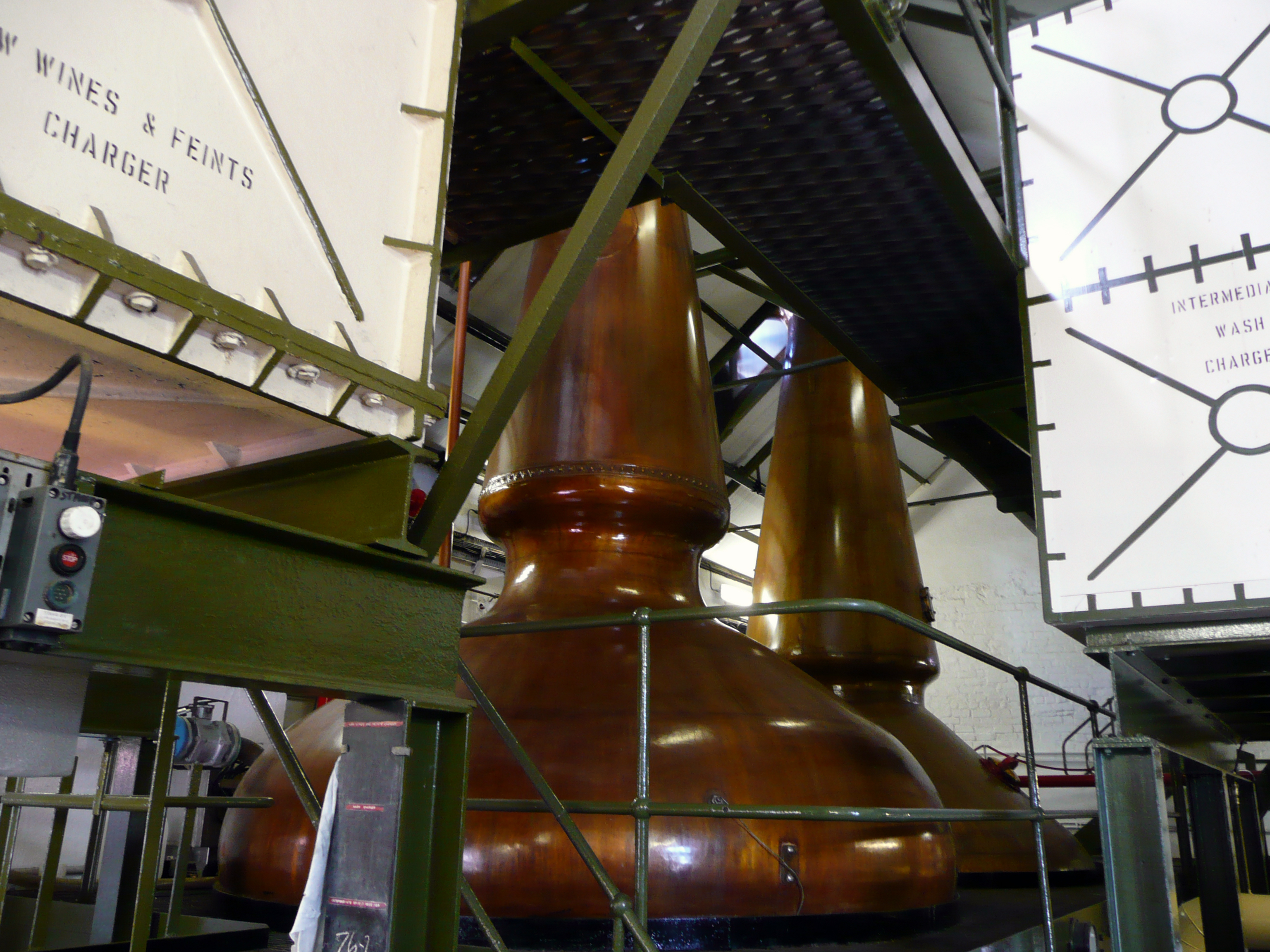
Les alambics

### Vieillissement
Le vieillissement est une étape essentielle de la production du whisky. Dans les années 1970 et 1980, on accordait peu d'importance à l'influence du bois. Le whisky était mis en fûts d'origine et de qualité très diverses, et connaissait de grandes variations. Aujourd'hui, la quasi-totalité de la production (98 %) est vieillie dans des fûts de bourbon (1er ou 2e remplissage). Selon Andrew Jifford, ceux-ci sont principalement fournis par le distillateur américain Jack Daniel's.
La question du lieu de maturation fait débat. Pour certains, la localisation insulaire est essentielle ; d'autres rappellent que le whisky n'a pas toujours « mûri » sur l'île...

## Gamme de produits

### Production standard
- Ardbeg Ten 10 ans

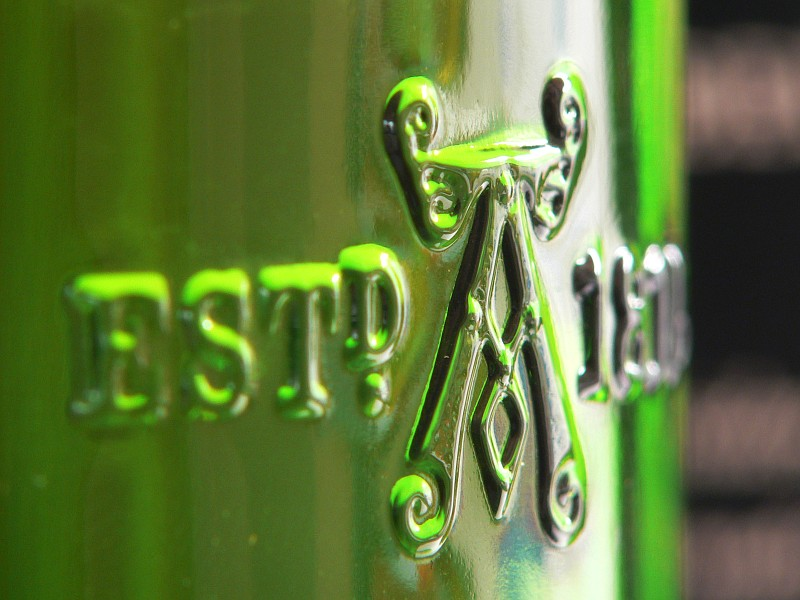
Détail d'une bouteille d'Ardbeg

- Ardbeg Uigeadail (prononcer oog-a-dal) d'après le nom du loch d'où provient l'eau utilisée lors de la distillation.
- Ardbeg Very Young 6 ans 1998
- Ardbeg Still Young 8 ans 1998
- Ardbeg Mor 10 ans bdf, uniquement en bouteille de 4,5 litres
- Ardbeg Almost There 1998
- Ardbeg Airigh Nam Beist 1990
- Ardbeg Lord of the Isles 25 ans
- Ardbeg Renaissance 2008 (Brut de fût)
- Ardbeg Supernova 2009 et 2010
- Ardbeg Blasda 2008
- Ardbeg 1965 40 ans
- Ardbeg Corryveckan 10 ans
- Ardbeg Alligator 10 ans
- Ardbeg Galileo
- Ainsi qu'un grand nombre de fûts uniques embouteillés chaque année (souvent des millésimes des années 1970)

### Productions spéciales
- Ardbeg 15 ans
- Arbdeg 17 ans
- Ardbeg Young Uigeadail

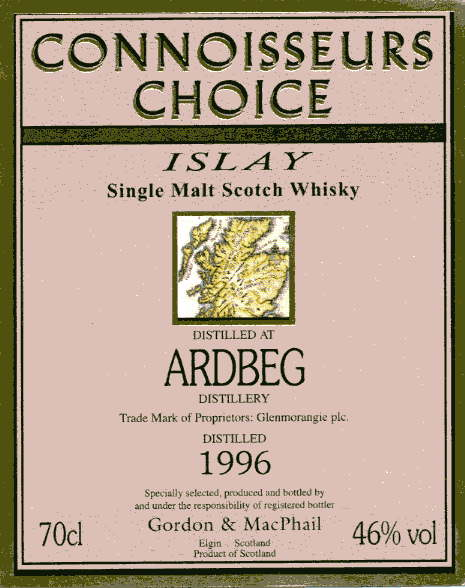

- Ardbeg Ten Cask Strength (embouteillage pour le Japon, 2002)
- Ardbeg 30 ans
- Ardbeg Spectacular, Sans indication d'âge, publié en 2024, 46%, mise en bouteille pour le Ardbeg Day 2024, vieilli en fûts de porto et fûts de bourbon[28]
- Ardbeg Vintage_Y2K 23 Years, 46,0%, distillé en 2000, vieilli en fûts de bourbon et de sherry oloroso[29]
- Ardbeg Eureka, 52,2%, Réalisé en collaboration avec les membres du comité. Vieilli en ex-bourbon et en sherry Pedro Ximénez[30]
- Ardbeg Smokiverse, 48,2%, Ardbeg Day Release, issu du processus High Gravity Mash, vieilli en ex-bourbon[31]
- Ardbeg The Beithir's Tale, 46,0%, Troisième mise en bouteille de la série Anthology, vieillie pendant 15 ans dans des fûts de bourbon "Designer Charred"[32].

Ainsi qu'un grand nombre d'embouteillage par des négociants dont notamment :
- Ardbeg 1996 Single cask par l’embouteilleur indépendant Gordon et Macphail
- Ardbeg 1995 Connoisseurs Choice par l’embouteilleur indépendant Gordon et Macphail

### Usages en blend
Ardbeg ne produit que du single malt whisky, mais sa production entre dans la composition de divers blends :
- Ballantine's ;

- Teacher's ;

- Black Bottle.

## Culture populaire
Dans le film Constantine (2005), le personnage principal (Keanu Reeves) est vu dans une scène en train de boire du Ardbeg Ten dans son appartement, alors qu'il est en train de parler avec la Detective Dodson (Rachel Weisz).